# Markonee
I Markonee sono un gruppo hard rock di Bologna fondato dall'ex Danger Zone Stefano Peresson nel 1999.

## Storia dei Markonee
Hanno all'attivo tre album di studio, The Spirit of Radio (2006)  prodotto da Oderso Rubini, See the Thunder (2009) prodotto da Beau Hill, con l'etichetta inglese Escape Music, e dal 2013 Club of Broken Hearts con l'etichetta tedesca New Venture Music prodotto da Oderso Rubini e Roberto Priori.
La band ha un'intensa attività live in Italia e in Europa anche insieme a grandi esponenti del genere, come Molly Hatchet, Soul Doctor, Winger, L.A. Guns, Tyketto ed altri.
Nel 2009/2010 i Markonee partono in tournée europea con i Winger, toccando 10 paesi.
Nel 2011 sono stati in Tour in UK, insieme alla band statunitense Vain.

## Discografia
- The Spirit of Radio (Sonic Robots-CD- /  RoboPhone-vinile-, 2006)
- See the Thunder (Escape Music -CD- / RoboPhone-vinile-, 2009)
- Club of Broken Hearts (New Venture Music -CD, 2013)

## Componenti
- Alessio Trapella - voce solista
- Stefano Peresson - chitarra solista - chitarra acustica 6/12 corde - banjo - tastiere - piano - voce
- Carlo Bevilacqua - chitarra
- Luigi JJ Frati - basso - cori
- Ivano Zanotti - batteria

### Ex componenti
- Emiliano Gurioli - voce solista(1999 - 2007)
- Diego Quarantotto - basso - piano - cori(1999 - 2006)
- Gabriele Gozzi - voce (2007 - 2011)